# Mário Fofoca
Mário Cury, mais conhecido pelo nome artístico Mário Fofoca, é um detetive cômico criado por Cassiano Gabus Mendes para a telenovela Elas por Elas, produzida e exibida pela TV Globo em 1982. 
O personagem inicialmente participaria apenas dos primeiros capítulos da telenovela, morrendo logo no início da trama. Sua caracterização como um detetive desajeitado e com vários tiques nervosos, usando sempre um terno xadrez e uma gravata espalhafatosa, entretanto, acabou sendo bem recebida pelo público e o personagem secundário permaneceu por toda a trama, ganhando no ano seguinte uma série e um filme próprios. Sua principal característica são as trapalhadas, sempre seguindo palpites errados; porém, no final, descobre a verdade.
Na versão original da telenovela, foi interpretado pelo ator Luís Gustavo. No reboot de 2023, o personagem foi interpretado por Lázaro Ramos.

## Elas por Elas (1982)
Previsto para participar apenas do início da trama, o personagem foi bem recebido pelo público e sua participação estendida. No início da trama, Mário é contratado pela personagem Márcia, interpretada por Eva Wilma, para investigar quem teria sido a amante de seu marido, Átila, antes dele falecer. Márcia, entretanto, acaba se vendo atraída pelo detetive e tenta seduzi-lo.
Mário tem no advogado René, interpretado por Reginaldo Faria, um amigo e ajudante. No decorrer da trama, ambos se veem envolvidos num "quadrado amoroso" envolvendo os dois, Márcia e a personagem Cláudia, interpretada por Christiane Torloni. Cláudia é apaixonada por René, mas este se envolve com Yeda, filha de Márcia e herdeira de uma grande fortuna, na qual está interessado. Mário, apaixonado por Cláudia, não percebe as investidas de Márcia e se vê sendo usado pela primeira para provocar ciúmes em René.
Após lhe ser revelada a identidade da amante de Átila — Wanda, irmã de Mário, interpretada por Sandra Bréa — Mário fica arrasado por ter sido incapaz de desvendar o mistério para o qual havia sido contratado para resolver.  Wanda revela toda a verdade a Márcia, que, vendo que Mário seria "puro demais" para uma mulher como ela, desiste de se envolver com ele.

## As Aventuras de Mário Fofoca
Após a telenovela Elas por Elas (1982), o sucesso do personagem motivou a produção de seu próprio filme, As Aventuras de Mário Fofoca, lançado em 1983 com roteiro de Cassiano Gabus Mendes, Carlos Lombardi e Adriano Stuart; direção do próprio Adriano Stuart; e estrelado por Luis Gustavo, Sandra Bréa, Julia Lemmertz e Maria Luiza Castelli.
No filme, Mário Fofoca embarca numa missão para ajudar o namorado da irmã a descobrir quem roubou os planos de um desenho revolucionário que estava prestes a ser fabricado pela empresa onde trabalha. Fofoca se envolve em uma investigação de espionagem industrial e enfrenta constantes obstáculos causados pelo seu sogro, que tenta prejudicá-lo, mas sempre encontra algum impedimento no caminho.

## Mário Fofoca - O Seriado
Ainda em 1983, foi lançado o seriado Mário Fofoca, que se tornou um sucesso, com exibição aos domingos, ocupando o horário das 17h e apresentando um total de dezessete episódios. A série teve seu início com um episódio escrito por Cassiano Gabus Mendes, no qual Mário, ainda interpretado por Luís Gustavo, deixa para trás o cenário de São Paulo, que marcou sua participação em Elas por Elas, e parte rumo ao Rio de Janeiro, onde se torna o protagonista de novas histórias.
A principal ênfase do seriado estava nas confusões e trapalhadas protagonizadas pelo detetive. Para alcançar esse efeito, a produção optou por incluir nos episódios momentos espontâneos das gravações, como por exemplo, quando Luís Gustavo puxa a persiana de seu escritório, e esta acaba caindo sobre ele. Apesar das gargalhadas de toda a equipe nos bastidores, essa cena acabou sendo mantida e exibida, adicionando um toque de autenticidade ao programa.

## Ti-Ti-Ti (2010)
Em 2010, Mário Fofoca voltou à televisão: O personagem reapareceu em 2010 na segunda versão da novela Ti Ti Ti, desta vez escrita por Maria Adelaide Amaral. O personagem foi mais uma vez interpretado por Luis Gustavo, em uma homenagem da autora a Cassiano Gabus Mendes, criador da versão original da novela e responsável por trazê-la para trabalhar na TV.

## Elas por Elas (2023)
Em 2023, Lázaro Ramos passou a interpretar Mário Fofoca na nova versão da telenovela Elas por Elas, adaptada por Thereza Falcão e Alessandro Marson.

## Homenagens
Mário Fofoca ainda seria "ressuscitado" em 1996, no humorístico Sai de Baixo. No episódio "Uma Morta Muito Viva", o detetive tenta investigar a suposta morte de Cassandra (Aracy Balabanian), um golpe para enganar o seguro. Ao fim do episódio, descobre-se que o irmão da falecida, Vavá (interpretado pelo mesmo Luis Gustavo), se fingira de Mário Fofoca para assustar o genro desta, Caco, que planejara a fraude.
Em 15 de agosto de 2017, ao ser homenageado pelo Vídeo Show no quadro "Meu vídeo é um show", Luis Gustavo se emocionou ao relembrar seus grandes sucessos na TV, entre eles o personagem Mário Fofoca.